# Árd Ladhran

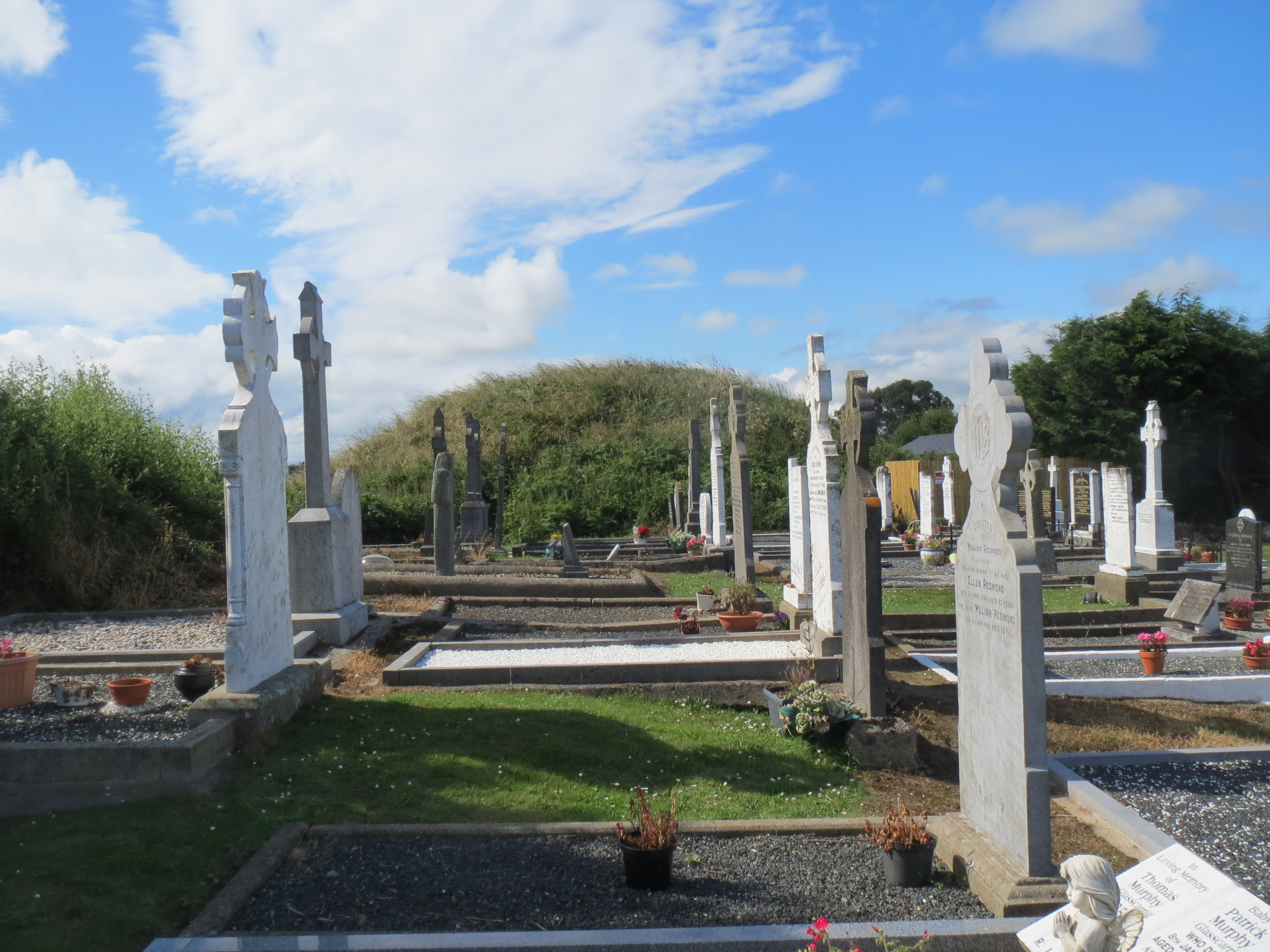
Árd Ladhran

Der noch nicht ausgegrabene Árd Ladhran (dt.: Höhe Ladhras) ist ein großer Rundhügel nahe der Ostküste Irlands, am Rande eines Friedhofs im Townland Middletown südlich von Courtown im County Wexford. Der Hügel ist insbesondere durch die irische Mythologie bekannt.

## Archäologie
Es handelt sich nach Ansicht des irischen „National Monument Service“ (NMS) um eine nach der Eroberung Irlands durch die Normannen im späten 12. Jahrhundert errichtete Motte.
Diese ist 5 m hoch; der Durchmesser beträgt 25 m an der Basis und 7 m an der Spitze. Im Südosten sind noch die Reste einer Vorburg  (Bailey) zu erkennen.

## Mythologie
Vierzig Tage vor der Sintflut kam laut Lebor Gabála Érenn („Das Buch der Landnahmen“) Cessair (auch Ceasair oder Cesair) nach einem Schiffsuntergang mit überlebenden 50 Frauen und drei Männern – Bith, Ladhra, Fintain – nach Irland. Laut den Annalen gab es zuvor keine Menschen in Irland. Ladhras war der erste, der in Irland starb. Der Hügel ist nach der Legende sein Grab.
Während der Übersetzung der Annalen der vier Meister kam John O’Donovan (1806–1861) um 1850 zu der Ansicht, dass die Pfarrei Ardamine die gleiche sein müsse wie das in den Annalen erwähnte Árd Ladhran. Verschiedene Quellen weisen auf die Existenz eines alten Kreuzes oder eines Dolmens auf dem Hügel hin, aber davon ist nichts zu erkennen.
Das Meer vor diesem Teil der irischen Küste wird „Tuile Ladhrann“ genannt. Dieser Bereich der Irischen See ist als das „bedrohliche Dröhnen“ bekannt, das die Ankunft eines gefährlichen Sturmes ankündigt, weshalb die Ankunft Cessairs wohl hier verortet wurde.
Árd Ladhran (allerdings auch Ardeath oder Geshill bzw. Geashill) wird auch als Ort einer berühmten Schlacht zwischen den mythischen Heeren von Éber (auch Heber) und Éremón, den Söhnen von Milesius, erwähnt.